# Camill Heller
Camill Heller (* 26. September 1823 in Teplitz, Böhmen; † 25. Februar 1917 in Innsbruck) war ein österreichischer Zoologe.

## Leben
Heller studierte Medizin und Zoologie an der Universität Wien und wurde 1849 dort in Medizin promoviert. Von 1858 bis 1863 war er Professor für Zoologie und Vergleichende Anatomie an der Universität Krakau. Von 1863 bis 1894 lehrte er als Professor für Zoologie an der Universität Innsbruck.
Er untersuchte Crustacea (Krebstiere) sowohl im Wiener Naturhistorischen Museum als auch während einer Erdumseglung von 1857 bis 1859 an Bord der Fregatte Novara sowie einer Nordpol-Expedition an Bord des Forschungsschiffs S/X Admiral Tegetthoff.

## Veröffentlichungen (Auswahl)
- Über neue fossile Stelleriden. In: Sitzungsberichte der Österreichischen Akademie der Wissenschaften, Mathematisch-naturwissenschaftliche Klasse 155, 1858, S. 1–18.